# Antoninoides parrotti
Antoninoides parrotti är en insektsart som först beskrevs av Cockerell in och Fernald 1903.  Antoninoides parrotti ingår i släktet Antoninoides och familjen ullsköldlöss. Inga underarter finns listade i Catalogue of Life.